# Shoku Nihongi
O Shoku Nihongi (続日本紀)  é um texto de história do Japão encomendado imperialmente. Concluído em 797, é a segunda das Seis Histórias Nacionais, depois do Nihon Shoki e seguido pelo Nihon Kōki. Fujiwara no Tsugutada e Sugano no Mamichi foram os editores principais. É uma das fontes históricas primárias mais importantes para informações sobre o período Nara do Japão.
A obra cobre o período de 95 anos desde o início do reinado do imperador Mommu em 697 até ao décimo ano do reinado do imperador Kammu em 791, abrangendo nove reinados imperiais. Foi concluído em 797.
O texto tem quarenta volumes. Ele é escrito principalmente em kanbun, uma forma japonesa de chinês clássico, como era normal para os textos japoneses formais da época. No entanto, uma série de "senmyō" 宣 命 ou "decretos imperiais" contidos no texto são escritos numa escrita conhecida como "senmyō-gaki", que preserva partículas e terminações verbais fonograficamente.